# Доњи Вишњик
Доњи Вишњик је насељено мјесто у општини Дервента, Република Српска, БиХ. Према попису становништва из 1991. у насељу је живјело 704 становника.

## Становништво
| Демографија | Демографија | Демографија |
| Година      | Становника  | Становника  |
| ----------- | ----------- | ----------- |